# East Vandergrift (Pensilvania)
East Vandergrift es un borough ubicado en el condado de Westmoreland en el estado estadounidense de Pensilvania. En el año 2000 tenía una población de 742 habitantes y una densidad poblacional de 2,351.9 personas por km².

## Geografía
East Vandergrift se encuentra ubicado en las coordenadas 40°35′54″N 79°33′43″O / 40.59833, -79.56194.

## Demografía
Según la Oficina del Censo en 2000 los ingresos medios por hogar en la localidad eran de $25,817 y los ingresos medios por familia eran $30,000. Los hombres tenían unos ingresos medios de $27,361 frente a los $22,500 para las mujeres. La renta per cápita para la localidad era de $14,611. Alrededor del 16% de la población estaba por debajo del umbral de pobreza.